# Mesi (Palastaufseher)
Mesi war ein altägyptischer Beamter der 5. Dynastie im Alten Reich und bekleidete das Amt eines Aufsehers im Palast des Pharao. Seine Frau Sesesech war Priesterin der Hathor und ebenfalls Palastaufseherin. Inschriftlich belegt sind noch weitere acht Personen, die seinem Haushalt angehörten.

## Sein Grab
Die Steinmastaba (G 2009) befindet sich im Westfeld der Nekropole von Gizeh und stammt aus der Mitte der 5. Dynastie. Ausgegraben wurde sie von George Andrew Reisner. Das Grab enthielt sieben Grabschächte. In Schacht B innerhalb der Kapelle fanden sich Skelettreste und Teile eines Holzsargs. In der Opferkammer vor der Scheintür zum Serdab fanden sich zwei Opferbecken mit den Namen Khnum (Museum of Fine Arts, Boston, MFA 06.1883) und Semerka (Ägyptisches Museum Kairo, Cairo JE 38674).
Im Serdab befanden sich vier Statuen (Dreier- und Doppelstatuen). Sie stellen acht Individuen mit verschiedenen Namen dar. Eine Doppelstatue von Mesi und seiner Frau befindet sich im Ägyptischen Museum Kairo (Cairo JE 38670). Die übrigen drei verwahrt das Museum of Fine Arts in Boston: eine Triade mit den Namen Hes, Khuiptah und Nikaukhufu (MFA 061882), das sitzende Paar Bau und Baru (MFA 06 1885) und der Knabe Ptaneferty (MFA 06.1881). Eine Abbildung und Beschreibung des Ptaneferty findet sich im Katalog des Museums. Die Statue zeigt die üblichen kindlichen Charakteristika, aber in der Schrittstellung und Armhaltung die eines erwachsenen Mannes. Er wird als Handwerker bezeichnet.
Es ist vorstellbar, dass es sich hier um das Grab einer Berufsgruppe handelt; denn Mesi, seine Frau Sesekh, Baru, Hes und Nikaukhuf, Khunu und Semerka werden als Palastaufseher bezeichnet.
Parallelen zu den Gruppenstatuen des Raramu in G 2099, der ebenfalls Palastaufseher war, sind auffallend.